# Luigi Di Mauro
Luigi Di Mauro (Caltanissetta, 11 novembre 1920 – Roma, 6 febbraio 2011) è stato un sindacalista e politico italiano.

## Biografia
Sindacalista di spicco della CGIL siciliana, è stato deputato del Partito Comunista Italiano dalla I alla IV legislatura, fin dal 1948. Nella terza legislatura non era stato eletto, subentrando nel marzo 1962 dopo il decesso di Guido Faletra, ma rassegna le dimissioni il 24 maggio successivo: il posto vacante verrà occupato da Alessandro Ferretti. Torna poi a Montecitorio nel 1963, restando in carica fino al 1968.